# Xoanodera maculata
Xoanodera maculata es una especie de escarabajo longicornio del género Xoanodera, tribu Cerambycini, subfamilia Cerambycinae. Fue descrita científicamente por Pic en 1923.

## Descripción
Mide 14-20 milímetros de longitud.

## Distribución
Se distribuye por China, Laos, Birmania y Vietnam.